# Freecell

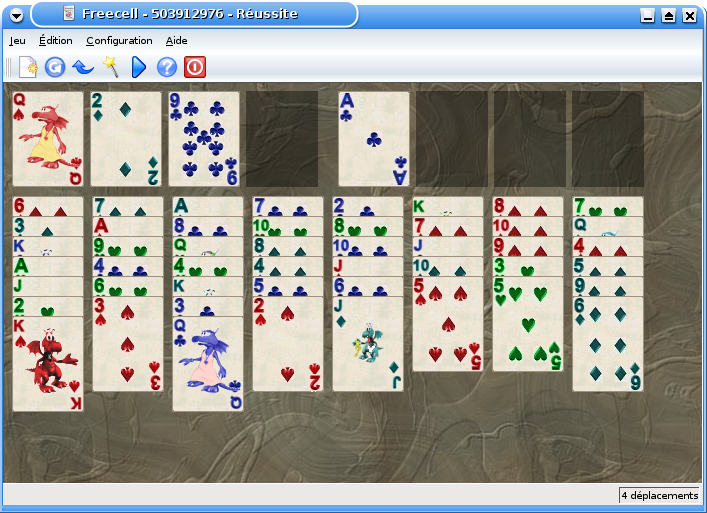
FreeCell in KDE.

Freecell is een patiencespel, een kaartspel voor één speler. Het werd bekend als computerspel, voornamelijk omdat het als extraatje bij Windows- en Linuxsystemen wordt meegeleverd. Daarnaast is Freecell ook als app verkrijgbaar in de verschillende appstores, zodat het ook op smartphones of tablets gespeeld kan worden.

## Spelregels
De 52 kaarten worden geschud en verdeeld in 8 stapeltjes. Boven de linkse 4 stapeltjes worden 4 denkbeeldige vakjes vrijgehouden waarop slechts één kaart kan worden neergelegd (Engels: free cell), evenals boven de rechtse 4 (foundation pile) waarop meerdere kaarten kunnen worden gestapeld. Deze acht vakjes zijn bij freecell op de computer, smartphone of tablet aangegeven met rechthoeken boven in het scherm. Bij apps voor smartphones of tablets kan het ook zijn dat de vakjes voor de verzamelstapels links en de freecells rechts staan. In de vakjes voor de verzamelstapels worden soms kaartsymbolen afgebeeld, zodat duidelijk te zien is in welke vier vakjes de kaarten uiteindelijk moeten komen te liggen.
Kaarten kunnen worden verplaatst door ze onder een kaart te leggen die net hoger van waarde is en niet de kleur (er zijn twee kleuren: zwart en rood) heeft van de te verplaatsen kaart. Meer dan één kaart kan verplaatst worden als ze voldoen aan dit principe van aflopende waarde en tegenovergestelde kleur, maar de hoeveelheid kaarten die verschoven mag worden hangt af van het aantal vrije freecells. Een minimale bezetting van de freecells is daarom een goede strategie.
Kaarten mogen op de stapels gelegd worden als ze vrijkomen, in de volgorde Aas, 2 tot en met Koning. Het spel is gewonnen als alle kaarten op de rechter stapels (of bij sommige apps voor smartphone of tablet op de linker stapels) zijn gelegd, met dus de vier koningen bovenop. Op computer, smartphone of tablet verschijnt dan een melding dat men heeft gewonnen, vaak gecombineerd met vuurwerk.

## Oplosbaarheid
In de documentatie bij de Windowsversie staat dat aangenomen wordt dat ieder meegeleverd spel te winnen is, "hoewel dat niet bewezen is". Inderdaad is hand 11.982 de enige van de 32.000 meegeleverde handen die niet te winnen is.